# Президентски избори в САЩ (2008)
Президентските избори в САЩ през 2008 г. са 56-те подред президентски избори. Състоят се на 4 ноември, 2008 г. Барак Обама от Демократическата партия печели президентския мандат.

## Избори
В някои щатове гласуването започва в средата на октомври и продължава до самия ден на изборите през ноември. Изборите са в хронологичен ред и се провеждат по следният начин:
- 4 ноември 2008 – Изборен ден
- 16 декември 2008 – Избирателната колегия официално избира президента и вицепрезидента на САЩ
- 3 януари 2009 – Клетва пред конгреса
- 9 януари 2009 – Избирателните гласове се отчитат формално пред Конгреса на САЩ
- 20 януари 2009 – Официална церемония и клетва за даване на нов мандат на президента

## Резултати
| Кандидат        | Избирателни гласове | %      | Народен вот | %       |
| --------------- | ------------------- | ------ | ----------- | ------- |
| Барак Обама     | 365                 | 67,8 % | 69 498 516  | 52,93 % |
| Джон Маккейн    | 173                 | 32,2 % | 59 948 323  | 45,65 % |
| Ралф Нейдър     | 0                   | 0 %    | 739 034     | 0,56 %  |
| Боб Барр        | 0                   | 0 %    | 523 715     | 0,40 %  |
| Чък Болдвин     | 0                   | 0 %    | 199 750     | 0,15 %  |
| Синтия Маккинни | 0                   | 0 %    | 161 797     | 0,12 %  |
| Други           | 0                   | 0 %    | 242 685     | 0,18 %  |
| Общо            | 538                 | 100 %  | 131 313 820 | 100 %   |